# Мейва (Гумма)
Мейва (яп. 明和町 Мэйва-мати) — посёлок в Японии, находящийся в уезде Ора префектуры Гумма. Площадь посёлка составляет 19,67 км², население — 11 388 человек (1 июля 2014), плотность населения — 578,95 чел./км².

## Географическое положение
Посёлок расположен на острове Хонсю в префектуре Гумма региона Канто. С ним граничат города Татебаяси, Ханю, Гёда и посёлки Тиёда, Итакура.

## Население
Население посёлка составляет 11 388 человек (1 июля 2014), а плотность — 578,95 чел./км². Изменение численности населения с 1980 по 2005 годы:
| 1980 | 9815 чел.   |  |
| 1985 | 10 156 чел. |  |
| 1990 | 10 390 чел. |  |
| 1995 | 11 255 чел. |  |
| 2000 | 11 474 чел. |  |
| 2005 | 11 326 чел. |  |

## Символика
Деревом посёлка считается самшит мелколистный, цветком — хризантема.